# Judith (poème)
Pour les articles homonymes, voir Judith.
Judith est un poème en vieil anglais. Il s'agit d'une version du récit biblique du Livre de Judith, dans lequel l'héroïne Judith décapite le général assyrien Holopherne pour sauver le peuple juif d'une invasion. Ce sujet, très populaire au Moyen Âge, est également l'objet d'une homélie (en) d'Ælfric d'Eynsham.
Le poème, dont la date de rédaction et l'auteur sont inconnus, ne subsiste que de manière fragmentaire dans le Codex Nowell. Il est placé à la fin de ce recueil, après le texte de Beowulf. Seuls les chants X, XI et XII en sont conservés, pour un total de 348 vers. Au-delà du texte biblique, il s'inspire des écrits des Pères de l'Église et de la tradition hagiographique médiévale.

## Éditions
- (en) B. J. Timmer (éd.), Judith, University of Exeter Press, 1978, 2e éd. (1re éd. 1952) (ISBN 978-0859890588).
- (en) Mark Griffith (éd.), Judith, University of Exeter Press, 1997 (ISBN 978-0-85989-568-2).